# Grönlands historia

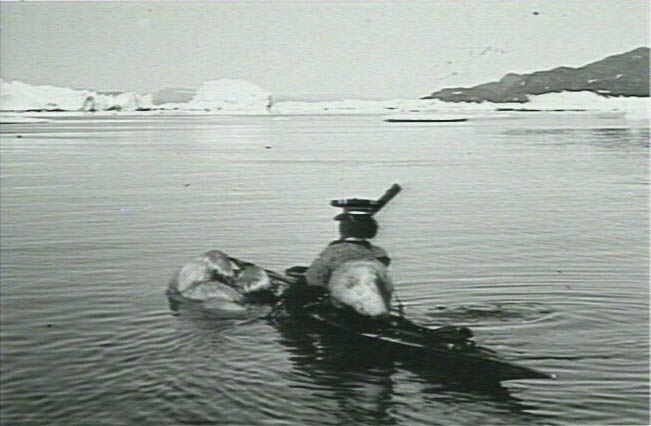
Alla sorters jakt och speciellt valjakt har alltid varit en viktig del för att försörja sig på Grönland. Här paddlar en grönländsk björnjägare en kajak 1904.

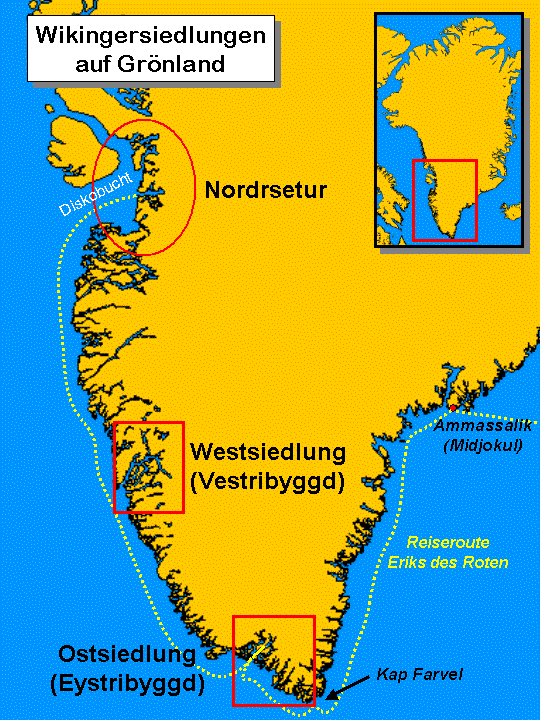
De tre viktigaste områdena för skandinaverna på Grönland.

Grönlands historia handlar om ett liv under extrema arktiska förhållanden. En kilometertjock inlandsis täcker 95 procent av ön, vilket begränsar människornas aktiviteter till kustområdena. 

## Mänsklig bosättning
De första människorna invandrade till ön kring år 2500 före Kristus från det nordamerikanska fastlandet. Denna grupp (kallad saqqaqfolket) dog med tiden ut och efterföljdes av flera andra grupper. DNA-undersökningar ledda av Eske Willerslev från Köpenhamns universitet har visat att saqqaqfolket inte var släkt med inuiter eller indianer utan härstammade från folk i Sibirien.

## Nordisk bosättning
För européerna var Grönland okänt fram till 900-talet då skandinaver från Island bosatte sig på två områden på den sydvästra kusten. Detta skedde efter att Gunnbjörn Ulfsson, någon gång i början av 900-talet kommit på avvägar på grund av stark vind och till slut siktat några öar strax utanför Grönland. Vid den tiden fanns inga andra invånare på denna del av ön eftersom förfäderna till inuiterna nådde fram till detta område först på 1200-talet. Omkring 970 landsteg åter två islänningar Snæbjörn Galte och Rolf av Rödenæs i närheten av Angmagssalik och övervintrade på Grönland.
På 980-talet upptäckte utforskare från Island och Norge för första gången delar av själva Grönland. De fann förhållandena i två områden på den sydvästra delen av ön fördelaktiga bland annat genom förekomst av träd och gräs och avsaknad av befolkning. I det inre av fjordarna Tunuliarfik och Aniaaq fanns björkskogar med upp till 5 meter höga träd. Dess klimat var betydligt varmare än i modern tid. 
Enligt de isländska sagorna blev Erik Röde bannlyst från Island i tre år på grund av ett mord. Han seglade till Grönland, utforskade kusten och gjorde anspråk på äganderätt över vissa landområden. Han återvände till Island för att få med sig flera människor för bosättning på Grönland, enligt sagorna tog dessa sin början år 985, när Erik Röde avreste från Island med 25 skepp. Endast 14 av dessa anlände till Grönland. 
Erik Röde skall ha påträffat spår av människor när han anlade sin koloni, men inga som ännu bodde i området.
Nybyggarna byggde hyddor av sten och grästorvor samt livnärde sig med fiske, jakt och boskapsskötsel. I älvarna fanns det lax, i fjordarna annan fisk och sjöfågel i mängder. Vid kusten var det gott om säl, valross samt isbjörn. Längre inåt betade stora hjordar av vildren och strök polarrävar omkring. Kor, får och getter hade nybyggarna fört med sig hemifrån. Gräsbetet var på den tiden rikligare än nu. På Erik Rödes gård Brattalid, varav rester upptäcktes vid 1932 års utgrävningar, fanns det bås för 40 nötkreatur.
Den skandinaviska befolkningen uppnådde som mest en storlek på 5 000 personer, fördelade på två områden, den så kallade västra bosättningen (fornnordiska Vestribyggd) i nordväst, med upp till 1 000 invånare och den östra bosättningen (fornnordiska Eystribyggd) i sydost, med upp till 4 000 invånare. Båda bosättningarna låg dock långt i söder och på den västra sidan av Grönland. Man har funnit rester av nästan 600 gårdar som ingick i dessa bosättningar. Det var alltså en betydande koloni. Det moderna Grönlands befolkning är mindre än 60 000 personer. 
De skandinaviska grönlänningarna högg på kort tid ned träden för att använda dem som byggnadsmaterial och som bränsle. Kor, får och getter betade av gräset och buskarna. Getterna klarade att beta även en stor del av vintern. Detta ledde till jorderosion och minskande växtlighet. De bedrev handel med Europa och exporterade valrossbetar, ull och skinn. Valrossarna jagades i ett område (Nordrsetur) som ligger långt norr om bosättningarna. Kolonin var beroende av Europa för järnredskap, trämaterial (särskilt för att bygga båtar), lyxmat och kulturell och religiös identitet. Handelsfartyg från Island och Norge (från 1200-talet krävde kungens påbud att skeppen skulle segla direkt till Norge) kom till Grönland varje år och stannade ibland där över vintern. 

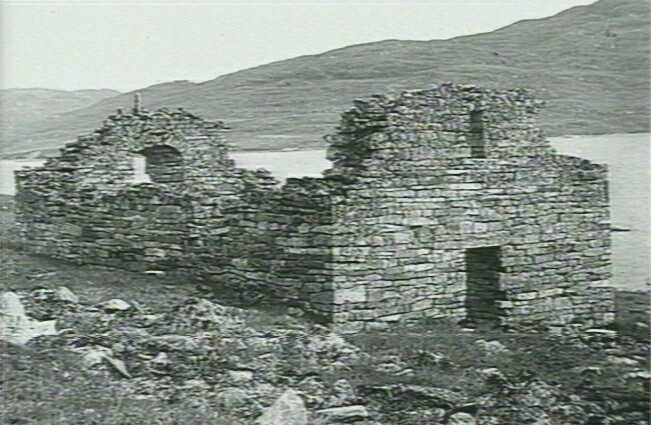
Hvalsey kyrka— dess ruin är idag den bäst bevarade ruinen på Grönland.

Grönland kristnades omkring 1000. Grönlands förste biskop, Erik Gnupson, skall ha avrest till Grönland 1112 och omkommit 1121 under en missionsresa till Vinland. Hans efterträdare Arnold vigdes till ämbetet av ärkebiskop Asker 1124 i Lund. 1126 grundades ett eget stift för Grönland, med biskopssäte vid Gardar (nu Igaliku). Biskopen stod under ärkebiskopen i Nidaros (Trondheim). Biskopsgården var ansenlig. Till följd av landets natur måste nämligen biskopen kunna hysa ett stort antal långväga gäster. Hans storstuga var till och med större än biskopens i Bergen. Grönlands siste biskop, Alf, dog omkring 1377. Mot slutet av 1400-talet utnämndes visserligen nya biskopar, men ingen anlände dit. Man känner till minst 5 kyrkor i området genom arkeologiska fynd. Antalet församlingar var flera gånger så stort. År 1261 erkände grönlänningarna den norska kungens överhöghet, men de fortsatte att ha sin egen lag. Det norska kungadömet ingick i personalunion med Danmark år 1380. 
Under 1300- och 1400-talet blev klimatet kallare. Efter att inledningsvis ha mått förhållandevis väl minskade befolkningen markant under 1300-talet. Den västra bosättningen övergavs omkring 1350. År 1378 fanns inte längre någon biskop i Gardar. Den sista kända skrivna källan är från 1408, då ett giftermål noteras. Det är troligt att även den östra bosättningen hade upphört vid slutet av 1400-talet, men det går inte att fastställa något datum.
Ett påvebrev från 1492 visar på att det då nyligen ankommit uppgifter från Grönland som visat på förfall i bosättningen. Kristian I organiserade tillsammans med Alfons V av Portugal en expedition under ledning av Pining och Pothorst 1472 en expedition som nådde Grönland, möjligen dess västra kust.
De geografiska upptäckterna omkring 1500 skapade nytt intresse för Grönland. Ärkebiskop Erik Walkendorff tog i början av 1500-talet initiativ till en expedition till Grönland men kom i onåd hos Kristian II, som då själv ville organisera företaget. Hans politiska bekymmer kom dock i vägen och någon resa blev aldrig av. När senare nya försök gjordes att hitta nordbornas Grönland, missförstods de gamla kursbeskrivningarna och tre expeditioner som utrustades av Fredrik II (av C. Aalborg 1568, skotten Allday 1579 och M. Hejnesøn 1581) måste alla återvända med oförrättat ärende. Först med engelsmannen John Davis utforskande av kusten från Godthaab till Upernivik 1585–87 fick man visshet, att området verkligen var identisk med de gamla nordboområdena.

## 1600-talet till 1800-talet
Det danska intresset för Grönland hölls dock vid liv. Kristian IV sände 1605 tre fartyg under befäl av G. Lindenow med engelsmannen J. Hall, som deltagit i John Davis resor som lots. Denna expedition följdes 1606–12 med växlande framgång av nya. Ett gott kartläggningsarbete hörde till dess främsta resultat. 1616 genomseglade William Baffin hela Davis sund och trängde även in i Smiths sund, och Henry Hudson utforskade Grönlands östkust. Området började nu bli så pass känt att holländska, engelska och norska valfångare allt oftare styrde dit för att idka byteshandel med inuiterna.
Slutligen lyckades den norske prästen Hans Egede med Fredrik IV:s stöd starta ett Grönlandskompani och avsände en expedition som 3 juli 1721 anlände till Grönland och anlade en koloni. Kolonin kom dock att kämpa med svåra problem. Valfångare, särskilt holländska ställde till stora problem. Mot Egedes inrådan försökte Fredrik IV befolka Grönland med manliga och kvinnliga straffångar. Detta visade sig mindre lyckat och ganska snart upphörde försöken. 1733–34 härjade en svår smittkoppsepidemi, som dödade tusentals människor på ön. Egede råkade även i konflikter med "De mähriska bröderna" som 1733 anlände till Grönland i missionssyfte och anlade Nya Herrnhut. Spänningen mellan dansk-norska och holländska valfångare var också ett annat problem, och konflikterna ledde slutligen till öppen strid utanför Grönlands kuster, bland annat sjöslaget i Diskobukten 1739, vilket slutade med Danmarks seger.
Kolonin kom att uppvisa ett stort underskott, och 1734 överlät danska staten med betydande subventioner såväl missionen som handeln på J. Sewerin, "Grönlands patron". Denne gjorde dock betydande förluster, och 1749 överläts på Sewerins begäran handeln på Det Kongelige Octroyerede Danske Asiatiske Kompagni. Även detta måste upphöra efter ett energiskt men ekonomiskt förlustbringande arbete, sedan nio kolonier anlagts på Grönlands västkust. Staten inlöste 1774 alla aktier och Den Kongelige Grønlandske Handel (se: KNI) bildades som ett direkt statsorgan, och övertog ledningen och det omedelbara ansvaret för Grönland.
Från 1774 stimulerades det vetenskapliga utforskandet av Grönland. Namnen Öst- och Västbygden på det tidiga kolonierna på Grönland gjorde att man från början antog att Östbygden legat på Grönlands östra kust. Först 1792 kunde dansken von Eggers visa att de sydliga bebyggelselämningar man påträffat på Grönlands västra kust i själva verket var Östbygden. 1806–1813 besökte den tyske geologen Carl Ludwig Giesecke västra kusten och påträffade bland annat kryolitförekomster vid Ivittuut. James Clark Ross upptäckte 1818 polarinuiterna vid Kap York, 1822 landsteg William Scoresby som den förste i modern tid på Grönlands östkust, 1823 fortsatte utforskandet av östkusten längre norrut av Douglas Charles Clavering. 1829–1830 företog Wilhelm August Graah en expedition runt Kap Farvel och namngav Kong Frederik VI Kyst. Franklinexpeditionen 1845 förolyckades i sitt sökande efter Nordvästpassagen och i sökandet efter denna utforskades vattnen nordväst om Grönland av amerikanerna Kane 1853, Hayes 1860–1861 och Hall 1870–1871. Under dessa expeditioner kartlades kuststräckan upp till Robeson Channel. 1848–1868 företog Hinrich Rink vidsträckta resor i Grönland. 1869–1870 besökte den österrikiska Koldeway-expeditionen östra kusten och upptäckte Frans Josefs fjord med förgreningar. Adolf Erik Nordenskiöld besökte 1870 Disko och gjorde då en uppstigning på glaciären där. 1883 återvände han och gjorde då en färd 117 kilometer in på glaciären, de samer som följt med honom fortsatte ytterligare 113 kilometer in på glaciären. 1878 bildades Kommissionen for Ledelsen af de geologiske og geografiske Undersögelser i Grønland, varvid slädfärder för utforskandet av det inre av Grönland tog fart.
Inuiterna på Grönland fick ett eget skrivet språk med ord- och ABC-bok på 1700-talet, Bibelöversättning och förbättrade grammatiklexikon på 1800-talet, men de första uppteckningarna av grönländska folksägner gjordes först under andra hälften av 1800-talet. I kölvattnet av att ett tryckeri etablerades i Godthåb (Nuuk) år 1857 kom de första uråldriga sägnerna i tryck, i bokform redan år 1859 och i tidningsform från och med år 1861 då Atuagagdliutit startade. Romanförfattandet inleddes under 1900-talet och idag finns flera goda författare och andra konstnärer som får näring av det förgångna var ur de hämtar stoft för att hitta lösningar på dagens problematik och söka sig fram till en symbios av det inuitiska arvet och det nordiska nutidsperspektivet.
I folksägnerna från det gamla fångstsamhället har inuiterna möjlighet att hitta sitt ursprung, men även symboler för att stärka sin egen identitet. Ifall renen kan räknas som samernas symbol har kajaken blivit inuiternas. På Grönland har man vintertid främst tagit sig fram med hundspann och släde, men under sommarhalvåret då jakten varit som mest intensiv använt kajaken. Den gjorde att man kunde fånga narval och säl efter islossningen. Grönländska kajakroddarsånger berättar om hur fångstmännen kände lycka på det öppna havet och det är därför inte konstigt att kajaken har blivit en symbol för frihet och manlighet.
Inuiterna använder också umiak som är benämningen på en öppen båt som roddes eller seglades. Umiak betyder kvinnobåt, ty "riktiga män" färdades ju i kajak. Det framkommer bland annat i folksagan om "Den föräldralöse Kâgssâgsuk"[källa behövs] där man i slutet av sagan för att förtydliga den slagne huvudpersonens låga status låter honom ta sig hem med en umiak. På ditvägen hade han rott en kajak; en konst han hade drivit till fulländning.
I det gamla grönländska fångstsamhället stod kajakerna i rad utanför boplatserna, men i den snabba urbaniseringen till de moderna samhällena som hade byggts upp av danskarna fick kajakerna och mycket annat av det ursprungligt inuitiska kvarstå. Man hade inte plats för gamla seder och bruk i det nya välfärdssamhället som skulle byggas upp på Grönland efter 1950-talets mitt.

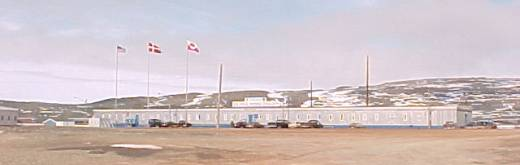
Thule Air Base byggdes efter andra världskriget och är USA:s nordligaste flygbas. Med sin strategiskt viktiga position spelade den en viktig roll för USA under kalla kriget.

Av Grönlands 55 000 invånare räknar man att fångstfamiljerna omfattar cirka 2 500 personer. 
Sälskinnsbåten har varit en förutsättning för att leva i denna arktiska miljö i sannolikt 4 000 år och lär såsom nationell symbol för förfädernas traditioner och kunskaper att i bästa fall även fortsättningsvis såsom flytetyg bära fram ett livskraftigt folk i Nordens västligaste hörn.
Omvandlingen till ett balanserat samhälle i Västerlandets utkanter är inte lätt, för genom FN och världssamvetet har inuiterna nu kraft att hävda sig som egen mikrostat i förhållande till sin forna kolonialherre Danmark. Problemet är att om man hävdar alltför långtgående självstyre, vilket vissa grönländska partier förespråkar, så är risken stor att man får en ekonomiskt ohållbar situation samtidigt som man förlorat stödet från det starkare Danmark – den ekonomiska garanten under krisår. För en god framtida utveckling krävs troligtvis anpassning till och kompromisser med Danmark. Grönlands flagga ger intryck av sådana avsikter genom att de danska färgerna markerar Grönlands gemensamma historia med Danmark och utformningen associerar till den lokala inuitkulturen.

## 1900- och 2000-talet
Danmark gjorde ön till sin koloni, en status den hade fram till 1953, men för att inte bli upptagen på FN:s lista över "icke självstyrande områden" fick Grönland 1953 danska lagar, och 1979 "hjemmestyre" (självstyre), liknande Färöarnas. 1985 lämnade Grönland EEC, där Danmark gått med 1973.
Fram till andra världskriget var Island, Färöarna och Grönland delar av den danska riksgemenskapen. När Danmark 1940 ockuperades av Tyskland begärde USA, och fick tillstånd av Danmarks Washingtonambassadör, att bygga militärbaser på Grönland. Dessa blev kvar efter kriget, men de flesta har senare lagts ned. I juni 1944 utropade islänningarna ensidigt sin republik från att ha varit i personalunion och med gemensam utrikestjänst, i skydd av trupper från USA då Danmark var ockuperat av Tyskland. Färöarna har sedan 1948 en betydande inre självstyre – hjemmestyre – och Färöarnas folkrättsliga ställning har sin högsta aktualitet i början av detta sekel.
Avkoloniseringen har inte varit enkel. Danskarna som är en minoritet på 15–20 procent av Grönlands befolkning sitter ännu idag på de flesta ledande poster som omfattar den ekonomiska makten. Den politiska dito har allt mer övergått till ursprungsbefolkningen – inuiterna – som enligt hjemmestyret bestämmer det mesta som berör inre förhållanden, medan yttre administreras av danska myndigheter. De senare har fortfarande kontroll av domstolsväsendet, polisen samt vissa delar av social och hälsovården liksom delar av skolväsendet. Utrikespolitiken sköts också från Köpenhamn, men en grönländsk självstyrelsekommission utreder i dags datum hur man kan utveckla Grönlands självstyre inom Danmark.
Hjemmestyret har alltsedan införandet år 1979 försökt stötta de fångstsamhällen som finns kvar med ekonomiska subventioner. De seder dessa jägare förvaltar försöker man återuppväcka till liv i de urbaniserade samhällena, genom att starta kajakklubbar likt de nordiska roddklubbarna och underlätta fångstmannaliv såsom binäring via uppförandet av slaktrum i bostadskvarteren. I skolor och i kulturutbytet med de nordamerikanska och sibiriska inuiterna lär man sig inte bara kajakpaddling, utan även kajakbyggnadskonst och -jakttekniker. Utmärkande för denna kulturpolitiska nyordning är att hjemmestyrets nya kulturpris år 1986 gick till Manasse Mathaeussen, en åldrig man som med kajakkulturen "byggt en bro mellan de gamla och de nya kulturella strömningarna i landet".
Den 25 november 2008 hölls en folkomröstning om Grönlands självstyre där majoriteten röstade ja för ökat självstyre. Den 21 juni 2009 trädde detta ökade självstyre i kraft som bland annat ger Grönland ökad kontroll över polis, kustbevakning och rättsväsen samt en annan fördelning av oljeintäkterna. Dessutom medför nyordningen att Grönland kommer att få färre subventioner från Danmark.